# Орнела Ворпси
Орнела Ворпси (на албански: Ornela Vorpsi) е албанска визуална художничка и писателка на произведения в жанра драма и документалистика. Пише на албански, италиански и френски език.

## Биография и творчество
Орнела Ворпси е родена на 3 август 1968 г.в Тирана, Албания.
Следва изящни изкуства в Тирана, а от 1991 г. следва в „Accademia di Belle Arti di Brera“ в Милано. Там остава в продължение на шест години и после се дипломира през 1997 г. в Университет Париж-VIII в Париж. След дипломирането си работи като писател, фотограф, художник и видео художник.
Първият си разказ „Tu convoiteras“ (Ще пожелаете) пише на френски език.
Първата ѝ книга, монографията със снимки „Nothing obvious“ (Нищо очевидно), е издадена през 2001 г. В нея представя голото женско тяло като исторически елемент на изкуството, отвъд красотата и чувствеността, и влиянието на времето върху него.
Следват двете ѝ книги с художествена литература, написани на италиански, но публикувани за първи път на френски – „Le Pays où l’on ne meurt jamais“ (Страната, в която никога не умираш), и „Buvez du cacao Van Houten!“ (Пийте какао Ван Хутен!).
Романът ѝ „Страната, в която никога не умираш“ е позициониран в комунистическа Албания по време на детството на авторката, като изследва темите за травмите на авторитаризма, хиперсексуализирания патриархат и насилието в много форми, предлагайки сурови и поетични прозрения за индивидуалната и колективната памет, миграцията и изгнанието, и значението на изкуството и литературата. Получава няколко италиански и една френска награда.
Чрез книгата си „Пийте какао Ван Хутен!“ изразява голямото се разочарование от Запада, който в съвременността не се очертава като рай със своите християнски и просветени ценности, а като гигантски супермаркет, в който всеки е готов да продаде собствената си кожа.
Произведенията ѝ са отличени с множество престижни награди в Италия, включително наградата „Grinzane Cavour“, наградата „Elio Vittorini“, наградата „L'Albatros Città di Palestrina“, наградата „Città di Tropea“, „Premio città di Vigevano“ Италия, френската награда „Méditerranée des lycéens“.
Творчеството ѝ като художник и фотограф е представено в множество изложби във Франция, Италия, Черна гора, Албания и Белгия, като изложбите на съвременно изкуство – „Вътрешна политика“ (2002, Париж), „Кръв и мед“ (2003, Виена) и „Балканите пресичат бъдещето“ (2004, Болоня). Работата ѝ като визуален художник е представена от „Galerie Analix-Forever“ в Женева. През 2016 г. участва като гост автор на биеналето във Венеция (архитектура).
Орнела Ворпси живее в Париж.

## Произведения
- Nothing obvious (2001) – фотографска монография
- Le Pays où l’on ne meurt jamais / Il paese dove non si muore mai (2003)
- Buvez du cacao Van Houten ! (2005) – 13 разказа
- Vetri rosa (2006) – с Мат Колишоу и Филип Крамер
- La mano che non mordi (2007)
- Fuorimondo (2012)
- Viaggio intorno alla madre (2015)
- L’Été d’Olta (2018)

на български език е публикувана в сборника „Съвременни италиански разкази : антология“, изд. „Фабер“ (2011), прев. Дария Карапеткова, Юлия Спасова